# Memo (briefje)

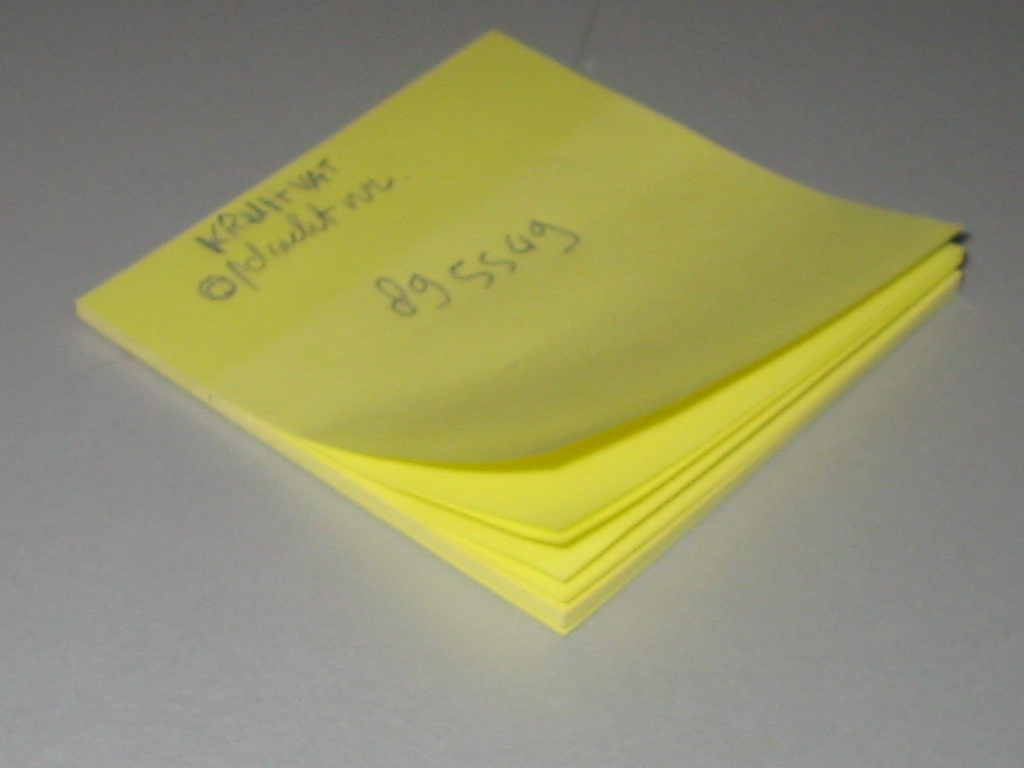
Een post-it

Een memo is een kort briefje, geschreven om iemand aan iets te herinneren (memoreren). In veel gevallen wordt een dergelijk briefje geschreven om de schrijver zelf aan iets te herinneren.
Een memobriefje is klein van formaat. Een veelvoorkomend formaat is ongeveer 8×8 cm. Omdat veel memo's zo klein zijn, worden kleine briefjes al snel memo genoemd (koe-beestrelatie). De bekendste memo's zijn de kleine, vierkante gele briefjes die door een lijmrandje aan de achterkant overal op te plakken zijn (de post-it).

## Kattebelletje
Memo is een modern woord dat is overgenomen uit het Engels. Het "oude" woord voor memo is kattebelletje. Dit woord komt van het Italiaanse scartabello of cartabello (boekje of register) en wordt vooral nog in Vlaanderen vaak gebruikt. Het woord wordt geschreven zonder tussen-n, dit in tegenstelling tot de gelijknamige aanduiding voor het belletje van een kat.